# Szesemnofer
Szesemnofer (vagy III. Szesemnofer) ókori egyiptomi hivatalnok volt az V. dinasztia idején, valószínűleg Dzsedkaré Iszeszi uralkodása alatt. Pályája vége felé vezír lett, azaz a király utáni legfontosabb pozíciót töltötte be.
Befolyásos családba született. Apja neve szintén Szesemnofer, anyjáé Henutszen. Apja „a király dokumentumai írnokainak felügyelője” és „a király munkálatainak felügyelője” volt. III. Szesemnofer főleg gízai masztabasírjáról, a G5170 jelű sírról ismert, melyet Wilhelm Sieglin vezetésével tártak fel. A kápolna ma a Tübingeni Egyetem múzeumában található. Szesemnofer a kápolnában „a király dokumentumai írnokainak felügyelője”, pályája vége felé a vezír és „a király munkálatainak felügyelője” címeket viseli. Megkapta „a király vér szerinti fia” címet is, bár nem volt valóban a király fia.
Szesemnofer felesége Hotepheresz volt, Neith papnője, „a király vér szerinti lánya”. Négy fiuk ismert, hármat szintén Szesemnofernek hívtak, a negyediket Noferszesemptahnak. Egyik fiuk, (IV.) Szesemnofer Dahsúrban temetkezett egy masztabasírba.
Szesemnofer sírjában nem maradt fenn az uralkodó neve, így arra, hogy mikor élt, csak építészeti alapon tudunk következtetni. Masztabája egy Rawer nevű hivatalnoké mellé épült. Rawer sírjának egyik fala közös egy másik hivatalnok, Dzsati sírjának hátsó falával. Dzsati Noferirkaré idejére datálható, így Rawer és Szesemnofer később kellett, hogy éljenek.

## Fordítás
- Ez a szócikk részben vagy egészben  a   Seshemnefer (III) című angol Wikipédia-szócikk ezen változatának fordításán alapul.  Az eredeti cikk szerkesztőit annak laptörténete sorolja fel. Ez a jelzés csupán a megfogalmazás eredetét és a szerzői jogokat jelzi, nem szolgál a cikkben szereplő információk forrásmegjelöléseként.